# Puritalia Berlinetta

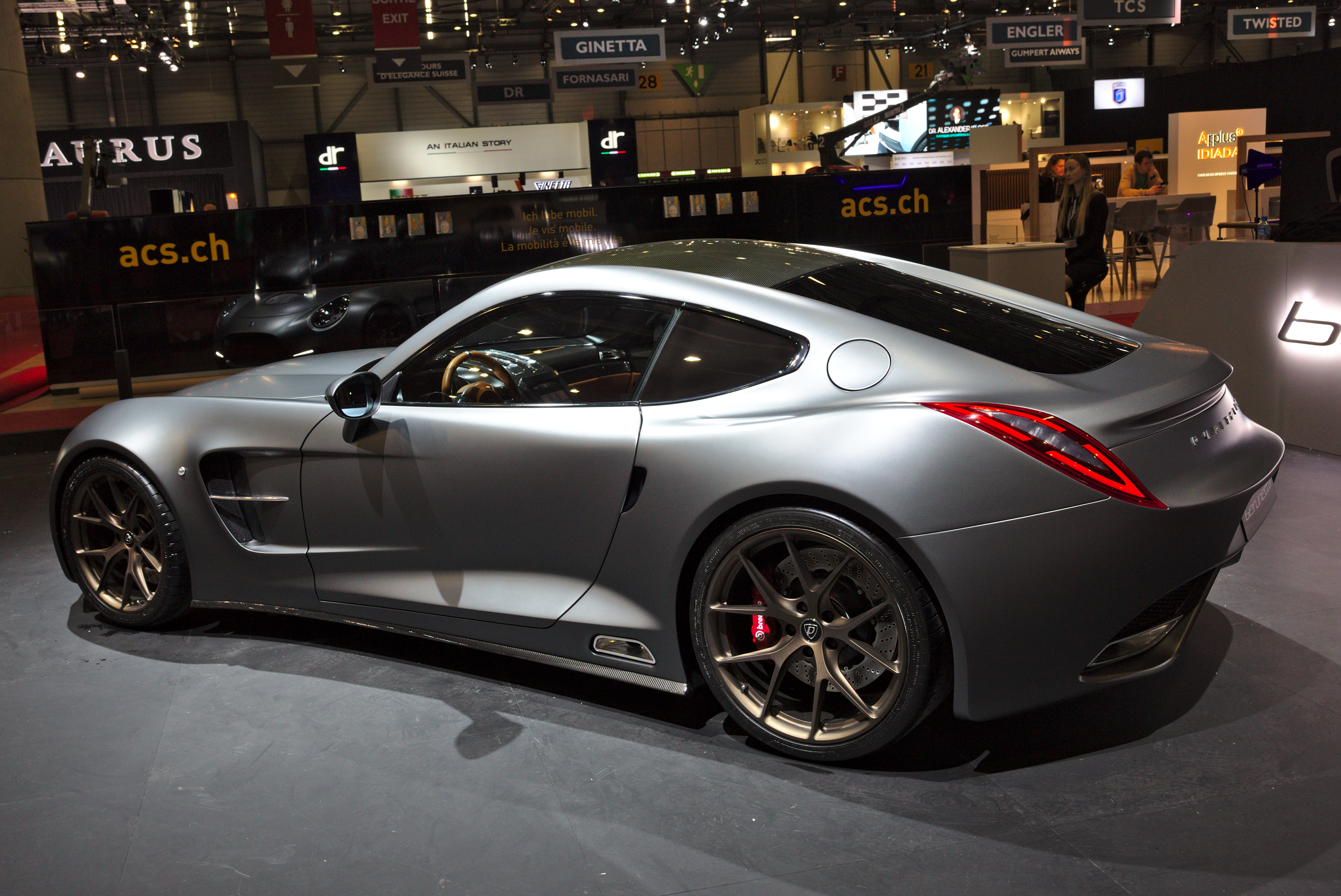
Heckansicht

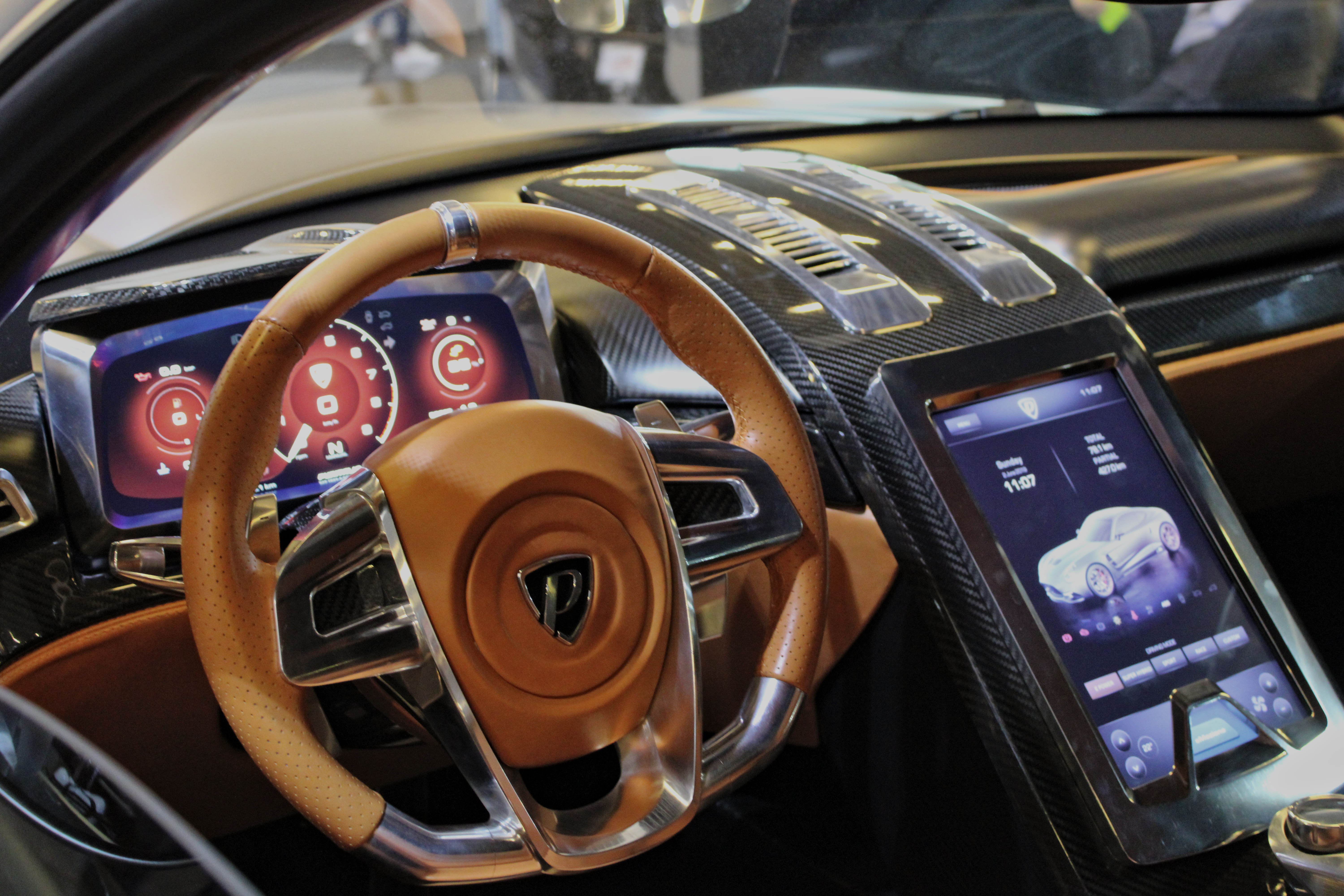
Innenansicht

Der Puritalia Berlinetta ist ein Plug-in-Hybrid-Sportwagen des in Neapel ansässigen italienischen Automobilherstellers Puritalia Automobili.

## Geschichte
Vorgestellt wurde der Sportwagen auf dem 89. Genfer Auto-Salon im März 2019. Er ist eine Reminiszenz an die Gran-Turismo-Modelle aus den 1960er-Jahren wie den AC Cobra 427 oder den Ferrari 250 GTO. Bereits 2012 gab der Puritalia 427 Roadster einen ersten Ausblick auf ein Fahrzeug des Unternehmens.
Das Fahrzeug ist auf 150 handgefertigte Exemplare limitiert und kostet ohne Steuern ab 450.000 Euro.

## Technische Daten
Angetrieben wird der Berlinetta von einem 551 kW (750 PS) starken Fünfliter-V8-Ottomotor mit Kompressoraufladung in Kombination mit einem 158 kW (215 PS) starken Elektromotor. Die Systemleistung gibt der Hersteller mit 710 kW (965 PS) an. Auf 100 km/h soll der Berlinetta in 2,7 Sekunden beschleunigen, die Höchstgeschwindigkeit wird bei 335 km/h elektronisch begrenzt. Der 5,2 kWh-Lithium-Eisenphosphat-Akkumulator ermöglicht eine elektrische Reichweite von 20 km.
|                                             | Puritalia Berlinetta        |
| Motorkenndaten                              |                             |
| Motortyp                                    | V8-Ottomotor + Elektromotor |
| Motoraufladung                              | Kompressor                  |
| Hubraum                                     | 5000 cm³                    |
| Verdichtungsverhältnis                      | 11,0 : 1                    |
| max. Leistung Verbrennungsmotor bei min−1   | 551 kW (750 PS) / 7000      |
| max. Leistung Elektromotor                  | 158 kW (215 PS)             |
| max. Systemleistung                         | 710 kW (965 PS)             |
| max. Drehmoment Verbrennungsmotor bei min−1 | 878 Nm / 4400               |
| max. Drehmoment Elektromotor                | 370 Nm                      |
| max. Systemdrehmoment                       | 1.248 Nm                    |
| Kraftübertragung                            |                             |
| Antrieb                                     | Allradantrieb               |
| Getriebe, serienmäßig                       | 7-Stufen-Automatikgetriebe  |
| Messwerte                                   |                             |
| Höchstgeschwindigkeit                       | 335 km/h (abgeregelt)       |
| Beschleunigung, 0–100 km/h                  | 2,7 s                       |
| Beschleunigung, 0–200 km/h                  | 7,2 s                       |
| Leergewicht                                 | 1410 kg                     |
| Kraftstoffverbrauch auf 100 km (kombiniert) |                             |
| CO2-Emissionen (kombiniert)                 |                             |
| Tankinhalt                                  | 55 l                        |